# 21219 Mascagni
21219 Mascagni è un asteroide della fascia principale. Scoperto nel 1994, presenta un'orbita caratterizzata da un semiasse maggiore pari a 3,0824595 UA e da un'eccentricità di 0,1338615, inclinata di 2,42089° rispetto all'eclittica.